# Чернорубцовая жаба
Чернорубцовая жаба, или малайская жаба (лат. Duttaphrynus melanostictus) — вид жаб из рода Duttaphrynus.
Общая длина достигает 20 см. В верхней части головы имеется несколько костных гребней — по краю морды (кантальный позвоночник), в передней части глаза, над глазом, позади глаз и короткий между глазом и ухом. Морда короткая, пространство между глазами шире ширины верхнего века. Кожа покрыта сплошным слоем равномерных чёрных пузырьков, которых больше на спине, чем по бокам. Это придает жабе пятнистую окраску. Вдоль лап отсутствуют кожные складки. Пальцы на конечностях имеют разную длину, особенно отличается первый палец, который длиннее других. Самцы имеют горловой резонатор и брачные мозоли на передних лапах.
Участки кожи на голове и спине могут быть красновато-коричневого цвета. Окраска спины варьирует от светлого желтовато-бурого до буро-черного цвета.
Держится вблизи изменённых участков земли, таких как обочины дорог, лужайки, любит реки с медленным течением и временные водоёмы. Встречается на высоте до 1800—3000 метров над уровнем моря. Днём малоподвижная, скрывается в различных убежищах, под корягами, камнями. Активна ночью. Питается различными насекомыми, реже моллюсками.
Размножение начинается с наступлением сезона дождей. Спаривание происходит посредством амплексуса (самец охватывает самку сзади, в подмышечной части). Метаморфоз длится 2—4 месяца.
Обитает вдоль Гималаев — от Пакистана и Непала через Бангладеш, Никобарские и Андаманские острова (Индия) до Вьетнама и южного Китая — на востоке, до Явы и Молуккских островов (Индонезия) на юге. Встречается также на Тайване и в Шри-Ланке.